# چراغلی، لاچین
اوختادزور (ارمنی: Ուխտաձոր) یا چراغلی (ترکی آذربایجانی: Çıraqlı) یک منطقهٔ مسکونی در جمهوری آرتساخ است که در استان کاشاتاق واقع شده‌است. چراغلی ۱٬۹۹۴ متر بالاتر از سطح دریا واقع شده‌است.